# Joseph Depoin
Louis Joseph Depoin (* 17. Januar 1853 in Pontoise; † 9. November 1924 ebenda) war ein französischer Historiker, Graphologe und Stenograf, letzteres im Senat, in der Chambre des députés und dem Conseil municipal de Paris.
Joseph Depoin stammte aus einer alten angesehenen Familie aus Pontoise, wo sein Vater Anwalt war. Er war
- Korrespondierendes Mitglied des Comité des travaux historiques et scientifiques (CHTS)
- Mitglied im Verwaltungsrat der Société de l’histoire de Paris et de l’Île-de-France (SHPIF, 1875–1893)
- Präsident der Société française de graphologie (SFDG) und der Union sténographique française
- Mitglied der Société historique du 6e arrondissement de Paris (1900–1924)
- Gründungsmitglied und Generalsekretär der Société historique et archéologique de Pontoise, du Val d’Oise et du Vexin (SHAPVOV, 1877–1924)

## Werke (Auswahl)
- Saint Louis et l'Hôtel-Dieu de Pontoise, 1880
- L'abbaye de Maubuisson (Notre-Dame-la-Royale), histoire et cartulaire d'après les documents entièrement inédits, 1882–1884, Société historique du Vexin
- Cartulaire de l'Hôtel-Dieu de Pontoise, 1886 (Société historique du Vexin)
- Cartulaire de l'abbaye de Maubuisson (Notre-Dame-la-Royale), 1890 (Société historique du Vexin)
- Histoire seigneuriale, civile et paroissiale de Méry-sur-Oise : La seigneurie, 1892
- Le prieuré de Saint-Germain-en-Laye : origines et cartulaire, 1895
- Cartulaire de l'abbaye de Saint-Martin de Pontoise, 1895–1909
- La reconstruction de l'hôtel archiépiscopal de Pontoise par le cardinal d'Estouteville, 1897
- Le livre de raison de l'abbaye de Saint-Martin-de-Pontoise : (XIVe et XVe siècles) , 1900
- Les comtes héréditaires d'Angoulême, de Vougrin Ier à Audouin II (869–1032) , 1905 (Bulletin de la Société historique et archéologique de la Charente)
- Essai de fixation d'une chronologie des rois mérovingiens de Paris aux VIe et VIIe siècles, 1905 (Bulletin historique et philologique)
- Des conditions du mariage en France et en Germanie du IXe au XIe siècle, 1906 (Bulletin des sciences économiques et sociales du Comité des travaux historiques et scientifiques)
- Essai sur la chronologie des évêques de Paris de 768 à 1138, 1907 (Bulletin historique et philologique)
- Wicman II, comte de Hamaland, bienfaiteur de Saint-Pierre de Gand au Xe siècle, 1907
- Études préparatoires à l'histoire des familles palatines, 1908
- Un historien du Vexin, Dom Claude Estiennot, 1908 (Société historique du Vexin)
- Etudes mérovingiennes, 1909
- Les vicomtes du Mans et la maison de Bellême, 1909 (Bulletin historique et philologique)
- Les pierres à cuvettes de Maule et d'Herbeville : note présentée à la Commission des antiquités et des arts de la Seine-et-Oise au sujet d'une communication de M. Coquelle les concernant, 1910
- Abbecourt en Pinserais, monastère de l'Ordre de Prémontré, 1913
- Recherches sur l'état civil, les conditions du baptême et le mode de dénomination des enfants du IXe au XIe siècle, 1914 (Bulletin des sciences économiques et sociales du Comité des travaux historiques et scientifiques)
- Les comtes de Beaumont-sur-Oise et le prieuré de Sainte-Honorine de Conflans, 1915
- Les vicomtes de Corbeil sous Louis VIII et ses successeurs, 1917
- Les écritures à la mode et l'évolution de l'écriture en France : conférences faites à la Sorbonne en 1916–1917, 1920
- Histoire des évêques de Saintes, 1921
- Recueil de chartes et documents de Saint-Martin-des-Champs, monastère parisien, 1921
- L'écriture du Dauphin Louis XVII : conférence faite le 21 janvier 1922 à l'hôtel de la Société d'encouragement, 1922
- Le tableau des signes graphométriques et les résultantes par colonnes, 1923
- Boran : le village, le prieuré, 1924
- Cours de métagraphie, ou Sténographie Duployé supérieure à l'usage des écoles de la Province de Québec et des personnes qui désirent acquérir une plus grande vitesse d'écriture sténographique

## Weblink
- Comité des travaux historiques et scientifiques, Depoin, Louis Joseph (cths.fr, abgerufen am 21. Juli 2025)

| Personendaten    | Personendaten                                     |
| ---------------- | ------------------------------------------------- |
| NAME             | Depoin, Joseph                                    |
| ALTERNATIVNAMEN  | Depoin, Louis Joseph (vollständiger Name)         |
| KURZBESCHREIBUNG | französischer Grafologe, Historiker und Stenograf |
| GEBURTSDATUM     | 17. Januar 1853                                   |
| GEBURTSORT       | Pontoise                                          |
| STERBEDATUM      | 9. November 1924                                  |
| STERBEORT        | Pontoise                                          |